# シキミ酸経路
シキミ酸経路（シキミさんけいろ、英: shikimic acid pathway）は芳香族アミノ酸（チロシン、フェニルアラニンおよびトリプトファン）の生合成反応経路である。間接的にフラボノイドやアルカロイド（モルヒネ（チロシン由来）、キニーネ（トリプトファン由来）等）などの生合成にも必要。微生物や植物の大半は有しているが動物には見られない。
出発反応は解糖系のホスホエノールピルビン酸とペントースリン酸経路のエリトロース-4-リン酸の縮合反応で始まる。反応はコリスミ酸で各アミノ酸への反応に分岐するので、ここまでをシキミ酸経路としている場合もある。

## シキミ酸経路の反応
シキミ酸経路の反応は以下の通りである。
1. ホスホエノールピルビン酸 + エリトロース 4-リン酸 → 7-ホスホ-2-デヒドロ-3-デオキシアラビノヘプトン酸 + リン酸
2. 7-ホスホ-2-デヒドロ-3-デオキシアラビノヘプトン酸 + NADH → 3-デヒドロキナ酸 + リン酸 + NAD+
3. 3-デヒドロキナ酸 → 3-デヒドロシキミ酸 + H2O
4. 3-デヒドロシキミ酸 + NADPH → シキミ酸 + NADP+
5. シキミ酸 + ATP → 3-ホスホシキミ酸 + ADP
6. 3-ホスホシキミ酸 + ホスホエノールピルビン酸 → 3-ホスホ-5-エノイルピルビルシキミ酸 + リン酸
7. 3-ホスホ-5-エノイルピルビルシキミ酸 → コリスミ酸 + リン酸
8. コリスミ酸 → プレフェン酸

これらの反応は全て以下の一連の酵素群により触媒されておこる。
1. 7-ホスホ-2-デヒドロ-3-デオキシアラビノヘプトン酸アルドラーゼ　→EC番号
2. 3-デヒドロキナ酸シンターゼ(EC 4.2.3.4)
3. 3-デヒドロキナ酸デヒドラターゼ(EC 4.2.1.10)
4. シキミ酸デヒドロゲナーゼ(EC 1.1.1.25)
5. シキミ酸キナーゼ(EC 2.7.1.71)
6. 3-ホスホシキミ酸1-カルボキシビニルトランスフェラーゼ（5-エノールピルビルシキミ酸-3-リン酸シンターゼ、EC 2.5.1.19）
7. コリスミ酸シンターゼ(EC 4.2.3.5)
8. コリスミ酸ムターゼ(EC 5.4.99.5)

## フェニルアラニンの合成
1. プレフェン酸 → フェニルピルビン酸 + CO2 + OH-
2. フェニルピルビン酸 + グルタミン酸 → フェニルアラニン + 2-オキソグルタル酸

これらの反応は全て以下の一連の酵素群により触媒されておこる。
1. プレフェン酸デヒドロゲナーゼ(EC 1.3.1.12)
2. チロシンアミノトランスフェラーゼ(EC 2.6.1.5)

## チロシンの合成
1. プレフェン酸 + NAD+ → 4-ヒドロキシフェニルピルビン酸 + CO2 + NADH
2. 4-ヒドロキシフェニルピルビン酸 + グルタミン酸 → チロシン + 2-オキソグルタル酸

これらの反応は全て以下の一連の酵素群により触媒されておこる。
1. プレフェン酸デヒドラターゼ(EC 4.2.1.51)
2. チロシンアミノトランスフェラーゼ(EC 2.6.1.5)

## トリプトファンの合成
1. コリスミ酸 + グルタミン → アントラニル酸 + グルタミン酸 + ピルビン酸
2. アントラニル酸 + 5-ホスホリボシル-α-二リン酸 → ピロリン酸 + N-(5'-ホスホリボシル)-アントラニル酸
3. N-(5'-ホスホリボシル)-アントラニル酸 → エノール1-o-カルボキシフェニルアミノ-1-デオキシリブロース-5-リン酸
4. エノール-1-o-カルボキシフェニルアミノ-1-デオキシリブロース5リン酸 → インドール3グリセロールリン酸 + CO2 + H2O
5. インドール-3-グリセロールリン酸 → インドール + グリセルアルデヒド-3-リン酸
6. インドール + セリン → トリプトファン + H2O

これらの反応は全て以下の一連の酵素群により触媒されておこる。
1. アントラニル酸シンターゼ(EC4.1.3.27)
2. アントラニル酸ホスホリボシルトランスフェラーゼ(EC 2.4.2.18)
3. N-(5'-ホスホリボシル)-アントラニル酸イソメラーゼ
4. インドール-3-グリセロールリン酸シンターゼ(EC 4.1.1.48)
5. トリプトファンシンターゼ(EC 4.2.1.20)
6. トリプトファンシンターゼ(EC 4.2.1.20)